# Fuchsenhof (Neunburg vorm Wald)
Fuchsenhof ist ein Ortsteil der Stadt  Neunburg vorm Wald im Landkreis Schwandorf in Bayern.

## Geographie
Fuchsenhof liegt circa vier Kilometer südlich von Neunburg vorm Wald und einen Kilometer südlich von Penting.

## Geschichte
Der Name Fuchsenhof (auch Fuchsendorf) leitet sich vom Namen des ehemaligen Besitzers Fuchs ab.
Am 23. März 1913 war Fuchsenhof Teil der Pfarrei Neunburg vorm Wald, bestand aus drei Häusern und zählte 22 Einwohner.
Am 31. Dezember 1990 hatte Fuchsenhof 18 Einwohner und gehörte zur Pfarrei Neunburg vorm Wald.